# Каладън
Каладън (на английски: Caladan) е измислена планета, за която се споменава в романа Дюн и неговите продължения, създадени от писателя Франк Хърбърт.
Каладан, третата планета от Делта Павонис, е планетата на Династия Атреиди, и дом на Пол Атреиди до навършването му на 15 години. Атреидите живеят на Каладън от 26 поколения в древния замък Каладън. След това, с началото на романа Дюн, след политически натиск, те се преселват на Аракис.
Повърхността на планетата е покрита предимно с вода.
По време на действието, описано в романа Бог-Император на Дюн, планетата става известна само като Дан.